# Circuito Mundial de Voleibol de Praia de 2005
O Circuito Mundial de Voleibol de Praia de 2005 foi uma série de competições internacionais de vôlei de praia organizadas pela Federação Internacional de Voleibol (FIVB). Para a edição 2005, o Circuito incluiu 12 torneios Open para o naipe feminino e 11  torneios "Open" para a variante masculina,  3 torneios Grand Slams para ambos os gêneros, além da edição do Campeonato Mundial de Vôlei de Praia de 2005.Na variante masculina o Aberto de Dubai foi proposto para aconter na temporada seguinte do cirtuito.

## Calendário

### Feminino
| Torneio                                                                               | Ouro                                           | Prata                                             | Bronze                                            | Quarto lugar                                         |
| Aberto de Xangai Xangai, China De 17 a 21 de maio de 2005                             | BrasilLarissa França · Juliana Silva           | BrasilShelda Bedê · Adriana Behar                 | BrasilAna Paula Henkel · Shaylyn Bedê             | ChinaTian Jia · Wang Fei                             |
| Aberto de Osaka Osaka, Japão De 25 a 29 de maio de 2005                               | BrasilAna Paula Henkel · Shaylyn Bedê          | BrasilLarissa França · Juliana Silva              | BrasilShelda Bedê · Adriana Behar                 | Suíça Simone Kuhn · Lea Schwer                       |
| Aberto de Milão Milão, Itália De 8 a 12 de junho de 2005                              | BrasilLarissa França · Juliana Silva           | GréciaVasso Karantasiou · Vassiliki Arvaniti      | AlemanhaStephanie Pohl · Okka Rau                 | BrasilShelda Bedê · Adriana Behar                    |
| Aberto de Gstaad Gstaad, Suíça De 14 a 18 de junho de 2005                            | BrasilLarissa França · Juliana Silva           | ChinaTian Jia · Wang Fei                          | BrasilShelda Bedê · Adriana Behar                 | BrasilAna Paula Henkel · Leila Barros                |
| Campeonato Mundial Berlim, Alemanha De 21 a 25 de junho de 2005                       | Estados UnidosKerri Walsh · Misty May-Treanor  | BrasilLarissa França · Juliana Silva              | ChinaTian Jia · Wang Fei                          | CubaTamara Larrea Peraza · Dalixia Fernández Grasset |
| Grand Slam de Stavanger Stavanger, Noruega De 29 de junho a 2 de julho de 2005        | GréciaVasso Karantasiou · Vassiliki Arvaniti   | BrasilLarissa França · Juliana Silva              | ChinaTian Jia · Wang Fei                          | BrasilShelda Bedê · Adriana Behar                    |
| Aberto de São Petersburgo São Petersburgo, Rússia De 5 a 9 de julho de 2005           | BrasilLarissa França · Juliana Silva           | BrasilRenata Trevisan Ribeiro · Talita Antunes    | BrasilAna Paula Henkel · Leila Barros             | BrasilSandra Pires · Ágatha Bednarczuk               |
| Aberto de Espinho Espinho, Portugal De 12 a 16 de julho de 2005                       | Estados UnidosKerri Walsh · Misty May-Treanor  | GréciaEfthalia Koutroumanidou · Maria Tsiartsiani | BrasilLarissa França · Juliana Silva              | Estados UnidosRachel Wacholder · Elaine Youngs       |
| Grand Slam de Paris Paris, França De 26 a 30 de julho de 2005                         | Estados UnidosKerri Walsh · Misty May-Treanor  | BrasilLarissa França · Juliana Silva              | ChinaTian Jia · Wang Fei                          | Estados UnidosRachel Wacholder · Elaine Youngs       |
| Grand Slam de Klagenfurt Klagenfurt, Áustria De 3 a 6 de agosto de 2005               | Estados UnidosKerri Walsh · Misty May-Treanor  | Estados UnidosRachel Wacholder · Elaine Youngs    | ChinaTian Jia · Wang Fei                          | BrasilAdriana Behar · Shaylyn Bedê                   |
| Aberto de Montreal Montreal, Canadá De 24 a 28 de agosto de 2005                      | BrasilLarissa França · Juliana Silva           | BrasilRenata Trevisan Ribeiro · Talita Antunes    | BrasilShelda Bedê · Adriana Behar                 | Países BaixosMarrit Leenstra · Sanne Keizer          |
| Aberto de Atenas Atenas, Grécia De 30 de agosto a 3 de setembro de 2005               | BrasilRenata Trevisan Ribeiro · Talita Antunes | BrasilLarissa França · Juliana Silva              | BrasilShelda Bedê · Adriana Behar                 | GréciaVasso Karadassiou · Vassiliki Arvaniti         |
| Aberto de Bali Bali, Indonésia De 14 a 18 de setembro de 2005                         | BrasilRenata Trevisan Ribeiro · Talita Antunes | BrasilShelda Bedê · Adriana Behar                 | GréciaEfthalia Koutroumanidou · Maria Tsiartsiani | BrasilAna Paula Henkel · Leila Barros                |
| Aberto de Salvador Salvador (Bahia), Brasil De 18 a 22 de outubro de 2005             | Estados UnidosKerri Walsh · Misty May-Treanor  | BrasilLarissa França · Juliana Silva              | Estados UnidosRachel Wacholder · Elaine Youngs    | BrasilRenata Trevisan Ribeiro · Talita Antunes       |
| Aberto de Acapulco Acapulco, México De 26 a 30 de outubro de 2005                     | BrasilLarissa França · Juliana Silva           | Estados UnidosKerri Walsh · Misty May-Treanor     | Estados UnidosRachel Wacholder · Elaine Youngs    | Estados UnidosNancy Mason · Jennifer Kessy           |
| Aberto de Cidade do Cabo Cidade do Cabo, África do Sul De 16 a 30 de novembro de 2005 | Estados UnidosKerri Walsh · Misty May-Treanor  | BrasilLarissa França · Juliana Silva              | BrasilMaria Clara Salgado · Carolina Salgado      | BrasilRenata Trevisan Ribeiro · Talita Antunes       |

### Masculino
| Torneio                                                                               | Ouro                                               | Prata                                       | Bronze                                     | Quarto lugar                                 |
| Aberto de Xangai Xangai, China De 18 a 22 de maio de 2005                             | AlemanhaChristoph Dieckmann · Andreas Scheuerpflug | BrasilRicardo Alex Santos · Emanuel Rego    | Suíça Martin Laciga · Markus Egger         | BrasilBenjamin Insfran · Harley Marques      |
| Aberto de Zagreb Zagreb, Croácia De 8 a 12 de junho de 2005                           | BrasilMárcio Araújo · Fábio Luiz Magalhães         | AlemanhaMarkus Dieckmann · Jonas Reckermann | BrasilRicardo Alex Santos · Emanuel Rego   | BrasilBenjamin Insfran · Harley Marques      |
| Aberto de Gstaad Gstaad, Suíça De 15 a 19 de junho de 2005                            | BrasilRicardo Alex Santos · Emanuel Rego           | BrasilBenjamin Insfran · Harley Marques     | BrasilMárcio Araújo · Fábio Luiz Magalhães | BrasilTande · Franco Neto                    |
| Campeonato Mundial Berlim, Alemanha De 22 a 26 de junho de 2005                       | BrasilMárcio Araújo · Fábio Luiz Magalhães         | Suíça Sascha Heyer · Paul Laciga            | AlemanhaJulius Brink · Kjell Schneider     | AlemanhaMarvin Polte · Thorsten Schoen       |
| Grand Slam de Stavanger Stavanger, Noruega De 30 de junho a 3 de julho de 2005        | BrasilRicardo Alex Santos · Emanuel Rego           | BrasilBenjamin Insfran · Harley Marques     | Suíça Stefan Kobel · Patrick Heuscher      | AlemanhaMarkus Dieckmann · Jonas Reckermann  |
| Aberto de São Petersburgo São Petersburgo, Rússia De 6 a 10 de julho de 2005          | BrasilRicardo Alex Santos · Emanuel Rego           | BrasilMárcio Araújo · Fábio Luiz Magalhães  | BrasilTande · Franco Neto                  | BrasilBenjamin Insfran · Harley Marques      |
| Aberto de Espinho Espinho, Portugal De 13 a 17 de julho de 2005                       | AlemanhaJulius Brink · Kjell Schneider             | AlemanhaMarkus Dieckmann · Jonas Reckermann | BrasilMárcio Araújo · Fábio Luiz Magalhães | Estados UnidosTodd Rogers · Sean Scott       |
| Aberto de Stare Jablonki Stare Jablonki, Polônia De 20 a 24 de julho de 2005          | Suíça Martin Laciga · Markus Egger                 | AlemanhaMarkus Dieckmann · Jonas Reckermann | BrasilRicardo Alex Santos · Emanuel Rego   | BrasilTande · Franco Neto                    |
| Grand Slam de Paris Paris, França De 27 a 31 de julho de 2005                         | Suíça Stefan Kobel · Patrick Heuscher              | Estados UnidosJake Gibb · Stein Metzger     | AlemanhaJulius Brink · Kjell Schneider     | Suíça Sascha Heyer · Paul Laciga             |
| Grand Slam de Klagenfurt Klagenfurt, Áustria De 3 a 7 de agosto de 2005               | AlemanhaChristoph Dieckmann · Andreas Scheuerpflug | BrasilRicardo Alex Santos · Emanuel Rego    | BrasilMárcio Araújo · Fábio Luiz Magalhães | Estados UnidosTodd Rogers · Sean Scott       |
| Aberto de Montreal Montreal, Canadá De 24 a 28 de agosto de 2005                      | BrasilBenjamin Insfran · Harley Marques            | BrasilMárcio Araújo · Fábio Luiz Magalhães  | BrasilRicardo Alex Santos · Emanuel Rego   | BrasilPedro Cunha · Franco Neto              |
| Aberto de Atenas Atenas, Grécia De 31 de agosto a 4 de setembro de 2005               | BrasilRicardo Alex Santos · Emanuel Rego           | Suíça Martin Laciga · Markus Egger          | BrasilBenjamin Insfran · Harley Marques    | AustráliaAndrew Schacht · Joshua Slack       |
| Aberto de Salvador Salvador (Bahia), Brasil De 19 a 23 de outubro de 2005             | BrasilRicardo Alex Santos · Emanuel Rego           | BrasilMárcio Araújo · Fábio Luiz Magalhães  | Estados UnidosJake Gibb · Stein Metzger    | Suíça Martin Laciga · Markus Egger           |
| Aberto de Acapulco Acapulco, México De 25 a 30 de outubro de 2005                     | BrasilRicardo Alex Santos · Emanuel Rego           | BrasilPedro Cunha · Franco Neto             | BrasilBenjamin Insfran · Harley Marques    | ItáliaRiccardo Lione · Matteo Varnier "Osso" |
| Aberto de Cidade do Cabo Cidade do Cabo, África do Sul De 23 a 27 de novembro de 2005 | BrasilMárcio Araújo · Fábio Luiz Magalhães         | Suíça Martin Laciga · Markus Egger          | Estados UnidosJake Gibb · Stein Metzger    | AlemanhaDavid Klemperer · Kjell Schneider    |

## Quadro de medalhas
| Ordem | País           | Medalha de ouro | Medalha de prata | Medalha de bronze | Total |
| ----- | -------------- | --------------- | ---------------- | ----------------- | ----- |
| 1.    | Brasil         | 19              | 19               | 17                | 55    |
| 2.    | Estados Unidos | 6               | 3                | 4                 | 13    |
| 3.    | Alemanha       | 3               | 3                | 3                 | 9     |
| 4.    | Suíça          | 2               | 3                | 2                 | 7     |
| 5.    | Grécia         | 1               | 2                | 1                 | 4     |
| 6.    | China          | 0               | 1                | 4                 | 5     |